# Thiago Pereira
Thiago Machado Vilela Pereira (Volta Redonda (Rio de Janeiro), 26 januari 1986) is een Braziliaanse zwemmer. Hij vertegenwoordigde zijn vaderland op de Olympische Zomerspelen 2004 in Athene, de Olympische Zomerspelen 2008 in Peking en op de Olympische Zomerspelen 2012 in Londen.

## Carrière
Bij zijn internationale debuut, op de Wereldkampioenschappen zwemmen 2003 in Barcelona, strandde Pereira in de series van de 200 meter schoolslag en de 200 en de 400 meter wisselslag. Op de Pan-Amerikaanse Spelen 2003 in Santo Domingo veroverde de Braziliaan de zilveren medaille op de 200 meter wisselslag en de bronzen medaille op de 400 meter wisselslag, op de 200 meter schoolslag eindigde hij als vierde. 
Tijdens de Olympische Zomerspelen van 2004 in Athene eindigde Pereira als vierde op de 200 meter wisselslag en werd hij uitgeschakeld in de series van de 400 meter wisselslag. In Indianapolis nam de Braziliaan deel aan de Wereldkampioenschappen kortebaanzwemmen 2004, op dit toernooi veroverde hij de wereldtitel op de 200 meter wisselslag en de bronzen medaille op de 100 meter wisselslag. Op de 4x100 meter vrije slag legde hij samen met César Cielo Filho, Christiano Santos en Nicholas Santos beslag op zilveren medaille, samen met Rodrigo Castro, Rafael Mosca en Lucas Salatta sleepte hij de bronzen medaille in de wacht op de 4x200 meter vrije slag.

### 2006-2008
Op de Wereldkampioenschappen kortebaanzwemmen 2006 in Shanghai strandde Pereira in de halve finales van de 100 meter wisselslag en in de series van de 200 meter vrije slag en de 200 meter wisselslag. Op de 4x200 meter vrije slag eindigde hij samen met Rodrigo Castro, César Cielo Filho en Lucas Salatta op de vijfde plaats. Tijdens de Pan Pacific kampioenschappen zwemmen 2006 in Victoria veroverde de Braziliaan de bronzen medaille op de 400 meter wisselslag en strandde hij in de series van de 200 meter vrije slag en de 100 meter vlinderslag, op de 200 meter wisselslag liet hij de finale lopen. 
In Melbourne nam Pereira deel aan de wereldkampioenschappen zwemmen 2007. Op dit toernooi eindigde hij als vierde op de 200 meter wisselslag en strandde hij in de halve finales van de 100 meter rugslag, op de 400 meter wisselslag werd hij gediskwalificeerd in de series. Samen met César Cielo Filho, Nicolas Oliveira en Rodrigo Castro eindigde hij als achtste op de 4x100 meter vrije slag, op de 4x200 meter vrije slag werd hij samen met Rodrigo Castro, Nicolas Oliveira en Armando Negreiros uitgeschakeld in de series. Op de Pan-Amerikaanse Spelen 2007 in Rio de Janeiro veroverde de Braziliaan de gouden medaille op de 200 meter rugslag, 200 meter schoolslag en de beide wisselslagafstanden, op de 100 meter rugslag sleepte hij de bronzen medaille in de wacht. Samen met Rodrigo Castro, Lucas Salatta en Nicolas Oliveira sleepte hij de gouden medaille in de wacht op de 4x200 meter vrije slag, op de 4x100 meter wisselslag legde hij samen met Henrique Barbosa, Kaio de Almeida en César Cielo Filho beslag op de zilveren medaille. Op de 4x100 meter vrije slag zwom hij enkel in de series, in de finale veroverden Fernando Silva, Eduardo Deboni, Nicolas Oliveira en César Cielo Filho de gouden medaille. Voor zijn inspanningen in de series werd hij beloond met de gouden medaille. 
Tijdens de Olympische Zomerspelen van 2008 in Peking eindigde Pereira als vierde op de 200 meter wisselslag en als achtste op de 400 meter wisselslag, op de 200 meter schoolslag strandde hij in de series.

### 2009-heden
In Rome nam de Braziliaan deel aan de wereldkampioenschappen zwemmen 2009, op dit toernooi eindigde hij als vierde op zowel de 200 als de 400 meter wisselslag. Samen met Rodrigo Castro, Lucas Salatta en Nicolas Oliveira werd hij uitgeschakeld in de series van de 4x200 meter vrije slag.
Op de Pan Pacific kampioenschappen zwemmen 2010 in Irvine sleepte Pereira de bronzen medaille in de wacht op zowel de 200 als de 400 meter wisselslag, op de 100 en 200 meter vlinderslag strandde hij in de series. In het najaar van 2010 legde de Braziliaan beslag op de eindzege in de wereldbeker zwemmen 2010.
Tijdens de wereldkampioenschappen zwemmen 2011 in Shanghai eindigde de Braziliaan als zesde op de 200 meter wisselslag, daarnaast strandde hij in de series van de 100 meter rugslag. In Guadalajara nam Pereira deel aan de Pan-Amerikaanse Spelen 2011. Op dit toernooi veroverde hij de gouden medaille op zowel de 100 en de 200 meter rugslag als de 200 en de 400 meter wisselslag, op de 200 meter schoolslag behaalde hij een bronzen medaille. Op de 4x200 meter vrije slag sleepte hij samen met André Schultz, Nicolas Oliveira en Leonardo De Deus de zilveren medaille in de wacht. Op zowel de 4x100 meter vrije slag als de 4x100 meter vrije slag zwom Pereira enkel in de series, maar behaalde hij twee gouden medailles doordat zijn ploeggenoten de finale wisten te winnen.
Op de Olympische Zomerspelen van 2012 in Londen veroverde de Braziliaan de zilveren medaille op de 400 meter wisselslag. Daarnaast eindigde hij, net als in 2004 en 2008, als vierde op de 200 meter wisselslag. Samen met Felipe França, Kaio de Almeida en Marcelo Chierighini werd hij uitgeschakeld in de series van de 4x100 meter wisselslag.
Op de wereldkampioenschappen zwemmen 2013 in Barcelona behaalde Pereira twee bronzen medailles op de 200 meter en de 400 meter wisselslag.

## Internationale toernooien
| Jaar | Olympische Spelen                                            | WK langebaan                                                                                      | WK kortebaan                                                                     | Pan Pacs                                                                             | Pan-Amerikaanse Spelen |
| ---- | ------------------------------------------------------------ | ------------------------------------------------------------------------------------------------- | -------------------------------------------------------------------------------- | ------------------------------------------------------------------------------------ | --- |
| 2003 |                                                              | 25e 200m schoolslag 18e 200m wisselslag 24e 400m wisselslag                                       |                                                                                  |                                                                                      | 4e 200m schoolslag · 200m wisselslag · 400m wisselslag |
| 2004 | 4e 200m wisselslag 17e 400m wisselslag                       |                                                                                                   | 100m wisselslag · 200m wisselslag · 4x100m vrije slag · 4x200m vrije slag        |                                                                                      | |
| 2005 |                                                              | geen deelname                                                                                     |                                                                                  |                                                                                      | |
| 2006 |                                                              |                                                                                                   | 17e 200m vrije slag 11e 100m wisselslag 15e 200m wisselslag 5e 4x200m vrije slag | 20e 200m vrije slag · 21e 100m vlinderslag · serie 200m wisselslag · 400m wisselslag | |
| 2007 |                                                              | 12e 100m rugslag 4e 200m wisselslag DQ 400m wisselslag 8e 4x100m vrije slag 11e 4x200m vrije slag |                                                                                  |                                                                                      | 100m rugslag · 200m rugslag · 200m schoolslag · 200m wisselslag · 400m wisselslag · 4x100m vrije slag · Pereira zwom enkel de series · 4x200m vrije slag · 4x100m wisselslag                                |
| 2008 | 19e 200m schoolslag 4e 200m wisselslag 8e 400m wisselslag    |                                                                                                   | geen deelname                                                                    |                                                                                      | |
| 2009 |                                                              | 4e 200m wisselslag 4e 400m wisselslag 10e 4x200m vrije slag                                       |                                                                                  |                                                                                      | |
| 2010 |                                                              |                                                                                                   | geen deelname                                                                    | 17e 100m vlinderslag · serie 200m vlinderslag · 200m wisselslag · 400m wisselslag    | |
| 2011 |                                                              | 18e 100m rugslag 6e 200m wisselslag                                                               |                                                                                  |                                                                                      | 100m rugslag · 200m rugslag · 200m schoolslag · 200m wisselslag · 400m wisselslag · 4x100m vrije slag · Pereira zwom enkel de series · 4x200m vrije slag · 4x100m wisselslag · Pereira zwom enkel de series |
| 2012 | 4e 200m wisselslag · 400m wisselslag · 15e 4x100m wisselslag |                                                                                                   | geen deelname                                                                    |                                                                                      | |
| 2013 |                                                              | 15e 100m vlinderslag · 200m wisselslag · 400m wisselslag                                          |                                                                                  |                                                                                      | |

## Persoonlijke records
Bijgewerkt tot en met 13 augustus 2013
Kortebaan
| Afstand          | Tijd    | Datum             | Plaats         |
| ---------------- | ------- | ----------------- | -------------- |
| 200m vrije slag  | 1.45,28 | 12 september 2010 | Rio de Janeiro |
| 100m rugslag     | 53,47   | 14 december 2005  | Santos         |
| 200m vlinderslag | 1.53,90 | 16 oktober 2010   | Singapore      |
| 100m wisselslag  | 52,35   | 11 september 2010 | Rio de Janeiro |
| 200m wisselslag  | 1.52,72 | 12 september 2010 | Rio de Janeiro |
| 400m wisselslag  | 4.00,63 | 17 november 2007  | Berlijn        |

Langebaan
| Afstand          | Tijd    | Datum            | Plaats         |
| ---------------- | ------- | ---------------- | -------------- |
| 200m vrije slag  | 1.46,57 | 31 juli 2009     | Rome           |
| 100m rugslag     | 54,47   | 25 juli 2011     | Shanghai       |
| 200m rugslag     | 1.58,42 | 19 juli 2007     | Rio de Janeiro |
| 100m vlinderslag | 52,23   | 2 augustus 2013  | Barcelona      |
| 200m schoolslag  | 2.11,40 | 12 augustus 2008 | Peking         |
| 200m wisselslag  | 1.55,55 | 30 juli 2009     | Rome           |
| 400m wisselslag  | 4.08,86 | 2 augustus 2009  | Rome           |